# Parcul Național Jasmund
Parcul Național Jasmund este o arie protejată situată în partea de nord-est a Germaniei, pe insula Rügen. Este localizat în landul Mecklenburg - Pomerania Inferioară, a fost creat în anul 1990 de către ultimul guvern al RDG, iar cu cei 30 km2 pe care  îi acoperă este cea mai mică rezervație de acest gen din Germania.
Mediul caracteristic al zonei îl reprezintă stâncile de calcar (cele mai înalte din țară) care ajung la altitudinea maximă de 161 m deasupra nivelului Balticii. Pe promontoriile sedimentare s-au dezvoltat păduri de fag.

## Stâncile din cretă

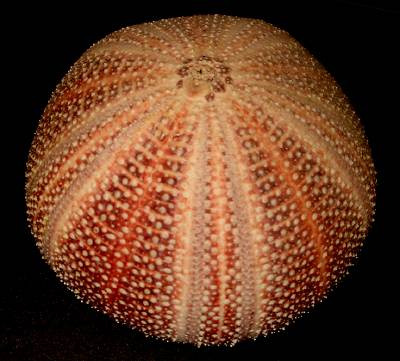
Echinoderm nefolisizat

Acestea sunt supuse permanent procesului de eroziune marină, astfel că la fiecare furtună fragmente de rocă se prăbușesc în apele Balticii, alături de fosile de echinoide, spongieri și moluște. Una dintre cele mai pitorești stânci de acest gen este Königsstuhl (în română Scaunul regelui), cu o altitudine de 118 m. O altă stâncă impozantă, Wissower Klinken s-a prăvălit în mare pe data de 25 februarie 2005. Frumusețea zonei a fost redată de către pictorul Caspar David Friedrich în opera sa Stânci de cretă pe Rügen, realizată în 1818.

## Flora și fauna
Datorită condițiilor geologice speciale, arealul Parcului Național Jasmund adăpostește o multitudine de specii rare. În pădurile din spatele stâncilor se găsesc o serie de iazuri, precum și cavități umplute cu apă, ca rezultat direct al topirii ghețarilor. Aici se găsesc specii de plante ca arinul negru, mărul pădureț, Sorbus torminalis, Taxus și specii de orhidee precum Cypripedium calceolus.
Ornitologii au remarcat prezența a numeroase specii de păsări printre care vulturul cu coada albă, pescărușul albastru, lăstunul de casă sau șoimul călător.

## Galleie de imagini

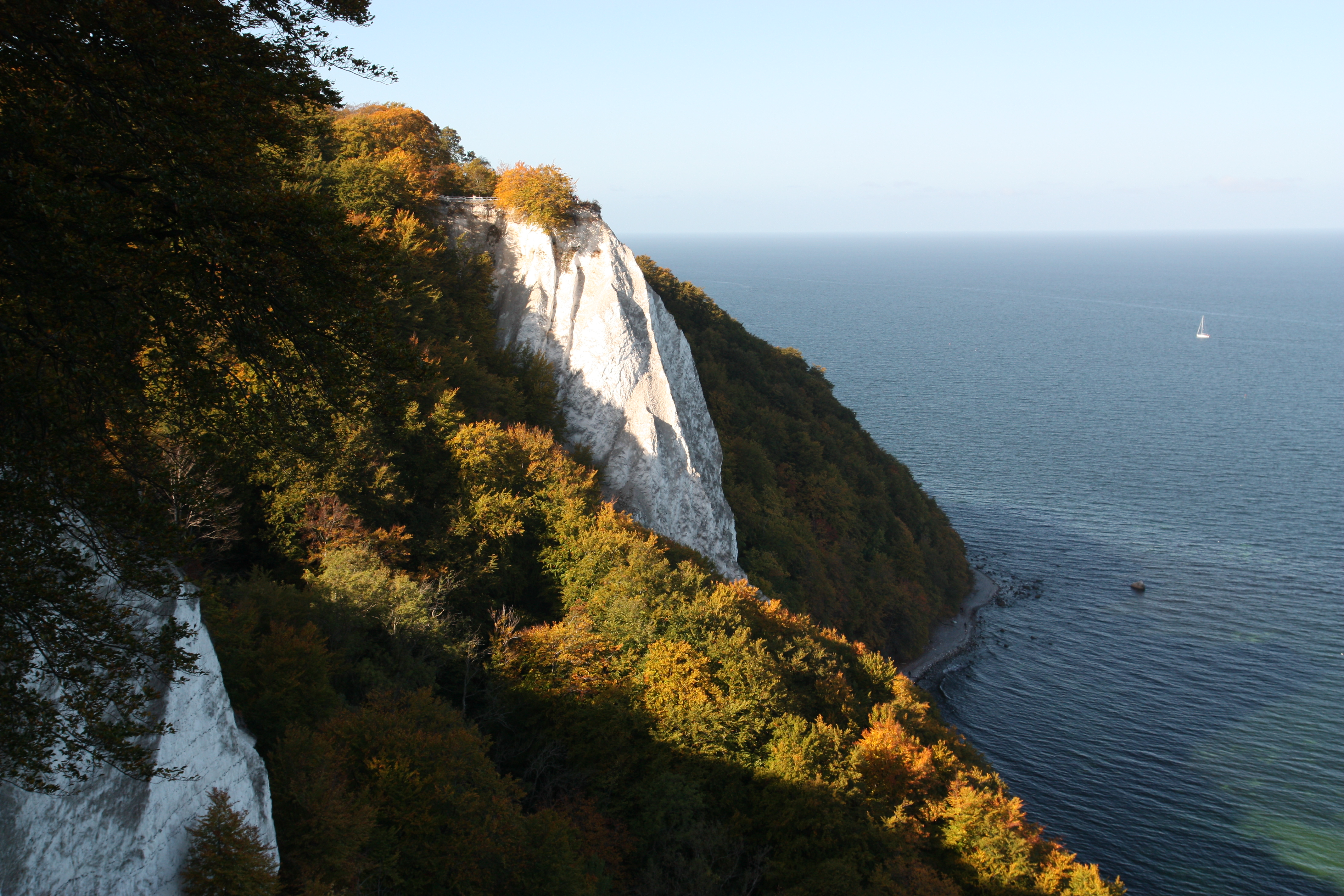
Königsstuhl
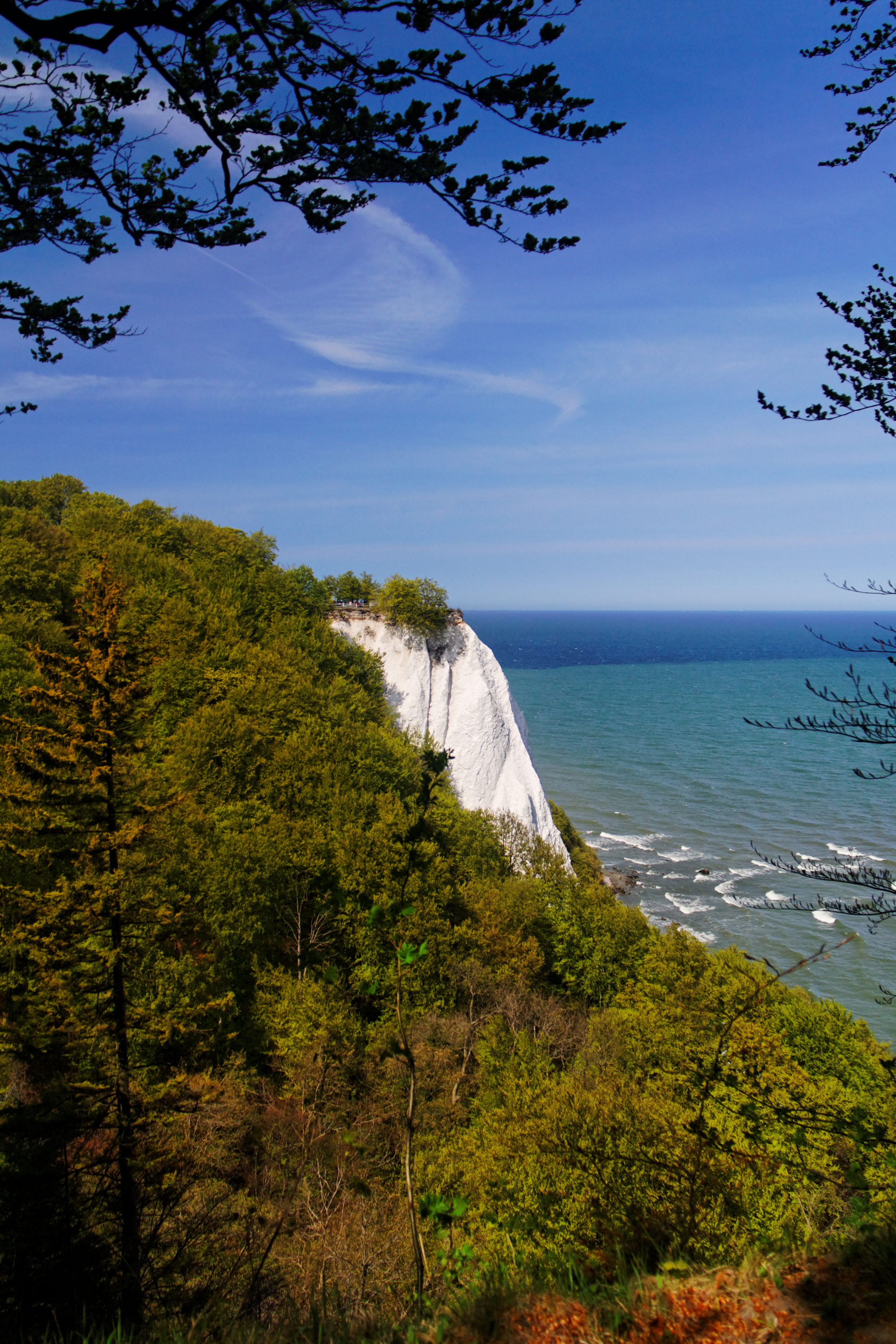
Königsstuhl, vedere dinspre sud
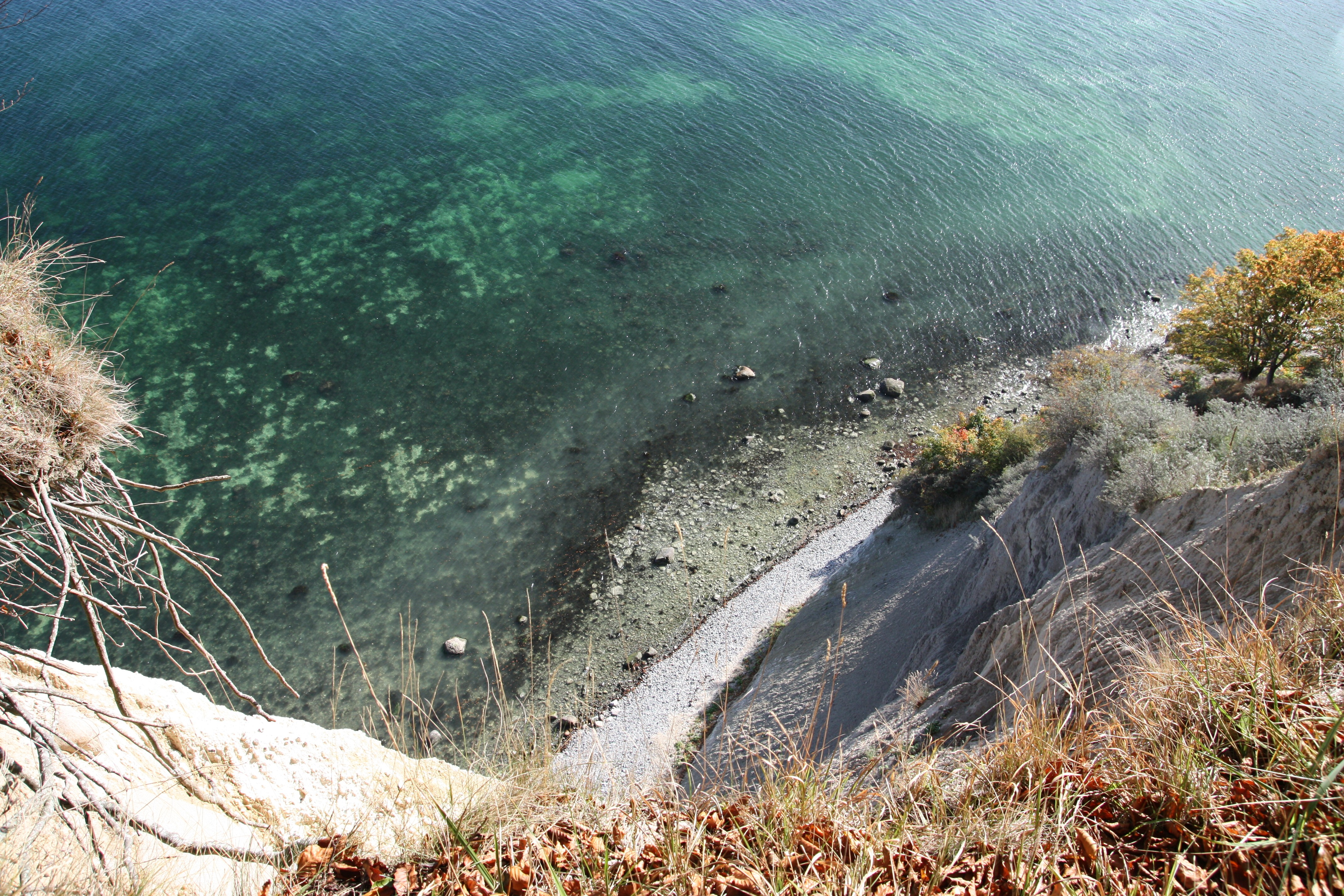
Vedere
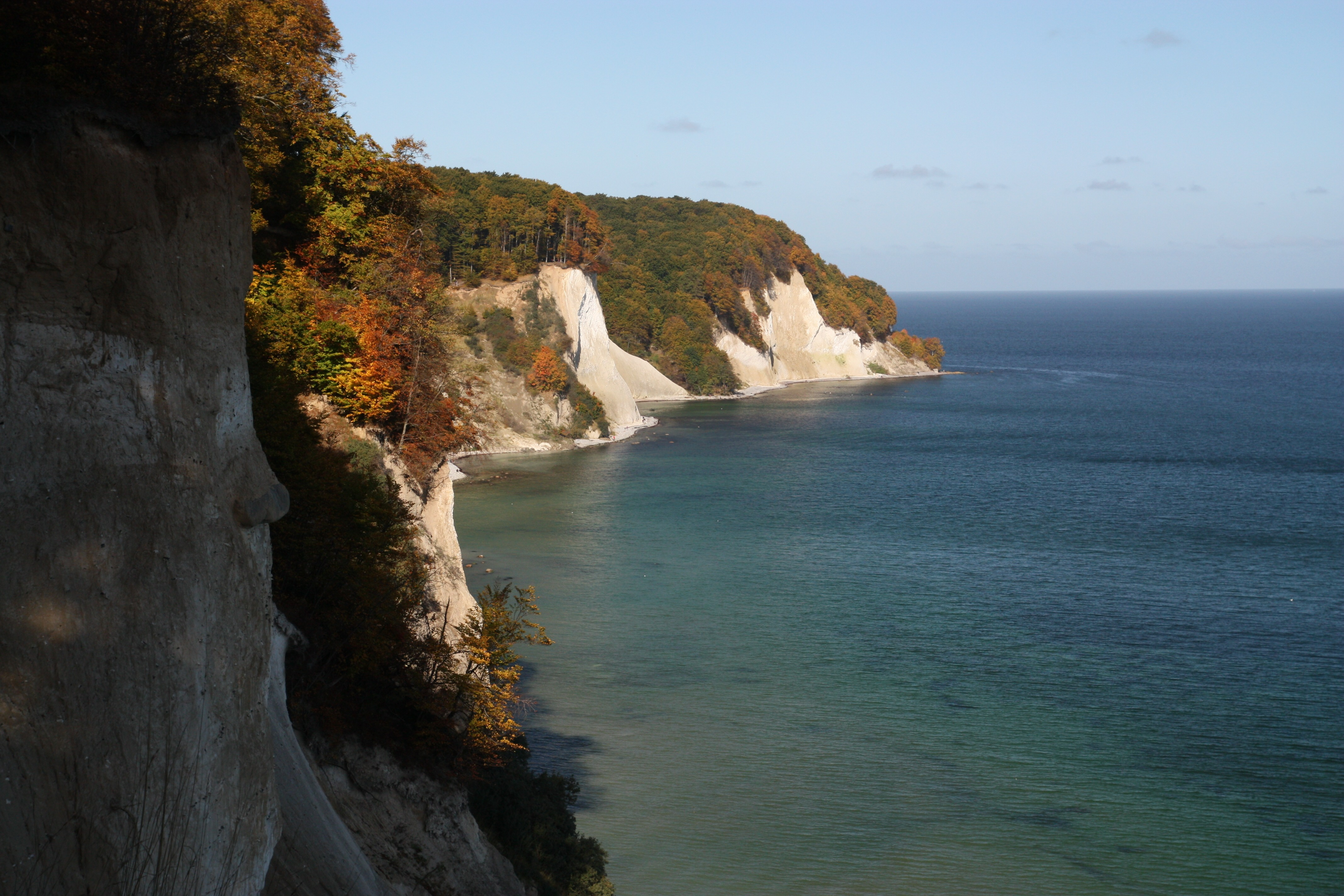
Stâncile de cretă
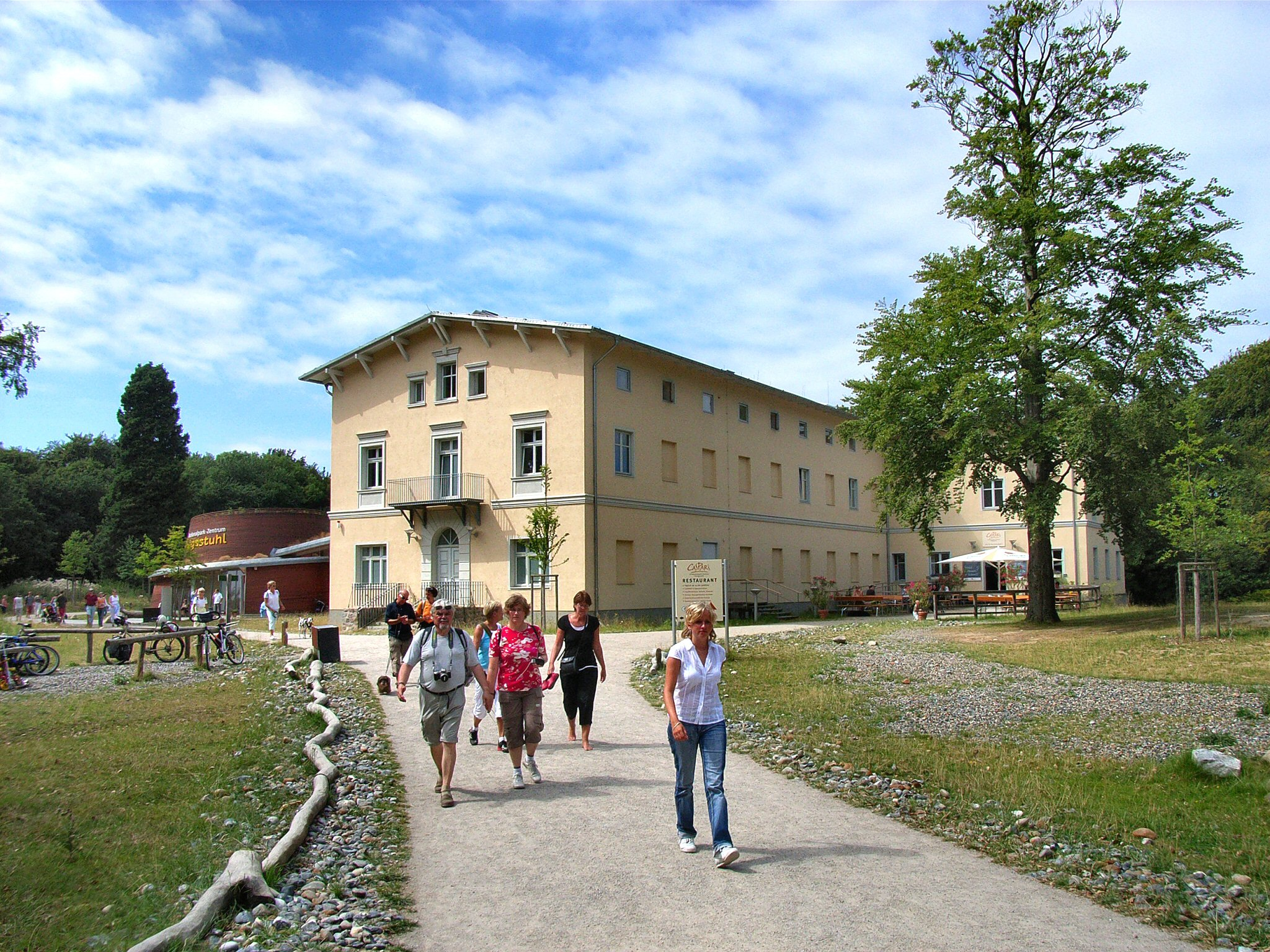
Centrul de vizitare
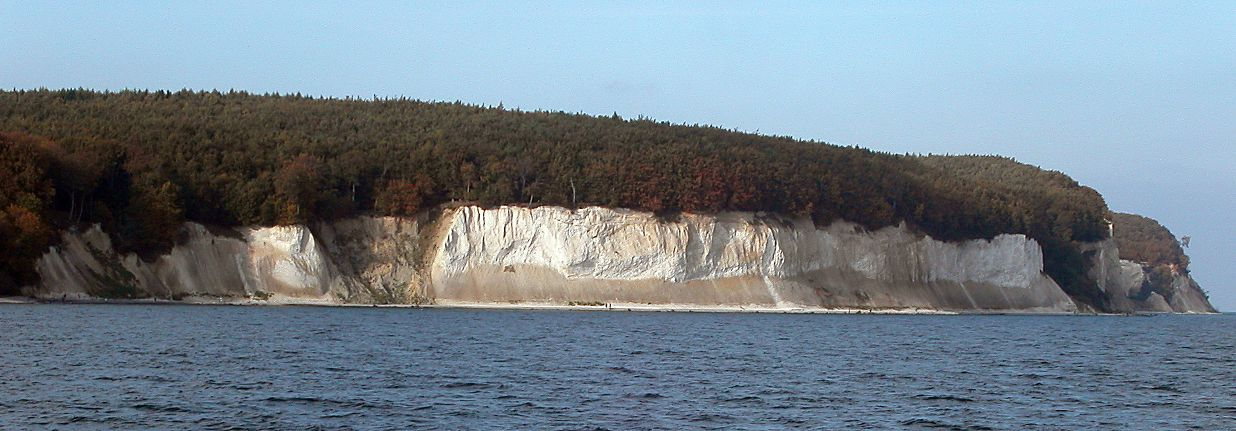
Stubbenkammer
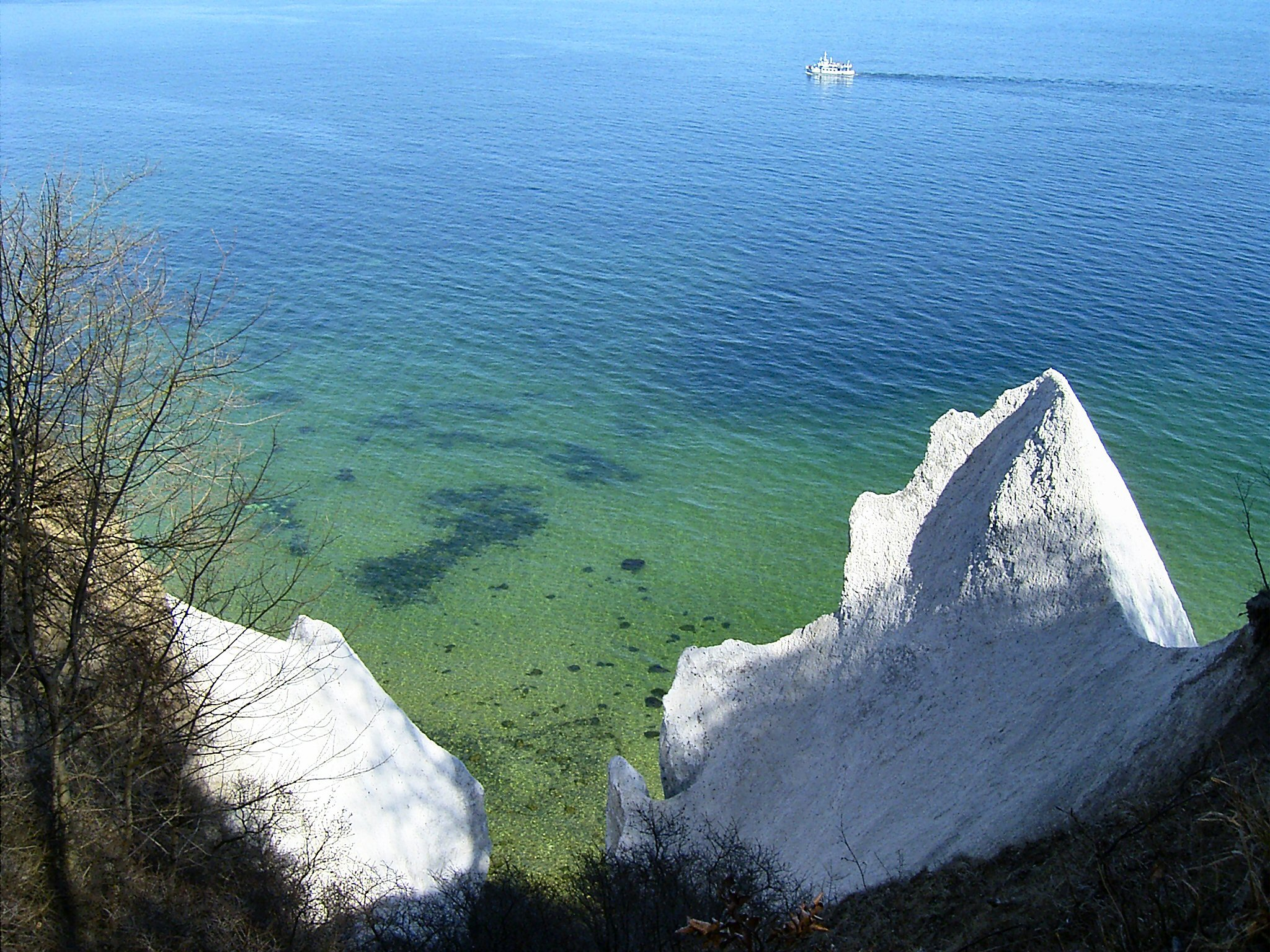
Wissower Klinken (Aprilie 2004)
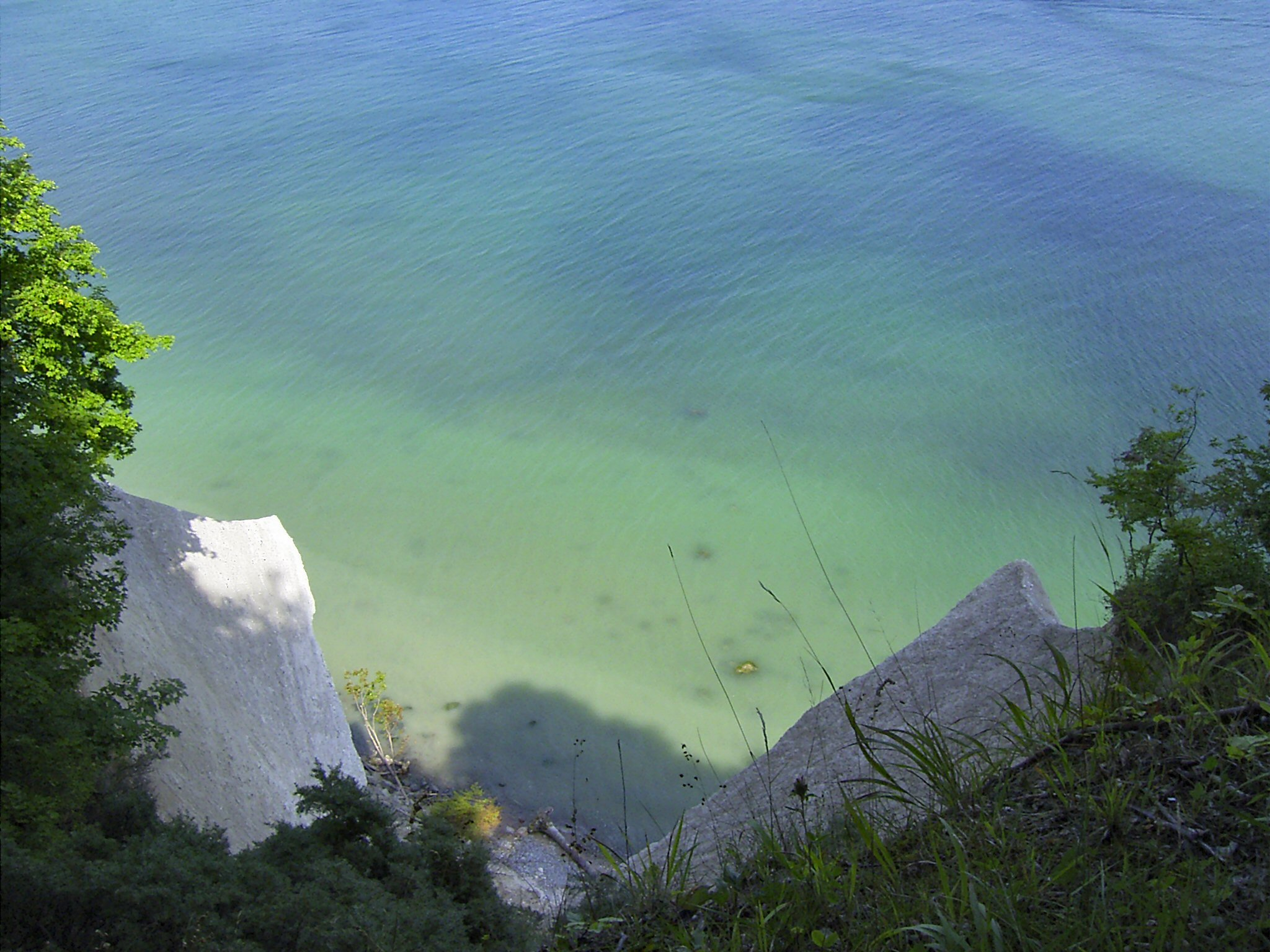
Wissower Klinken (August 2005)
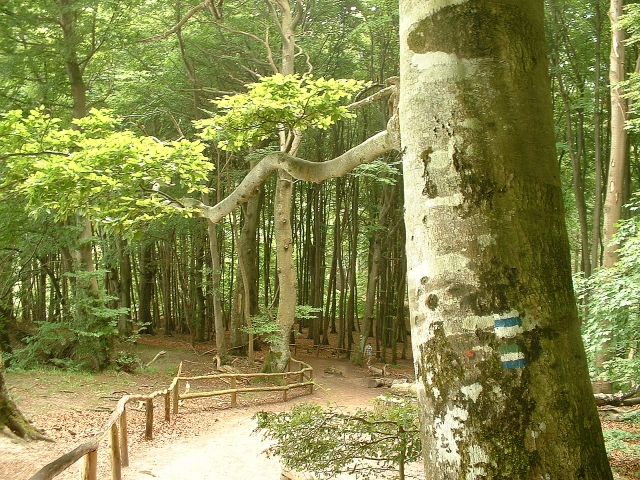
Pădure bătrână
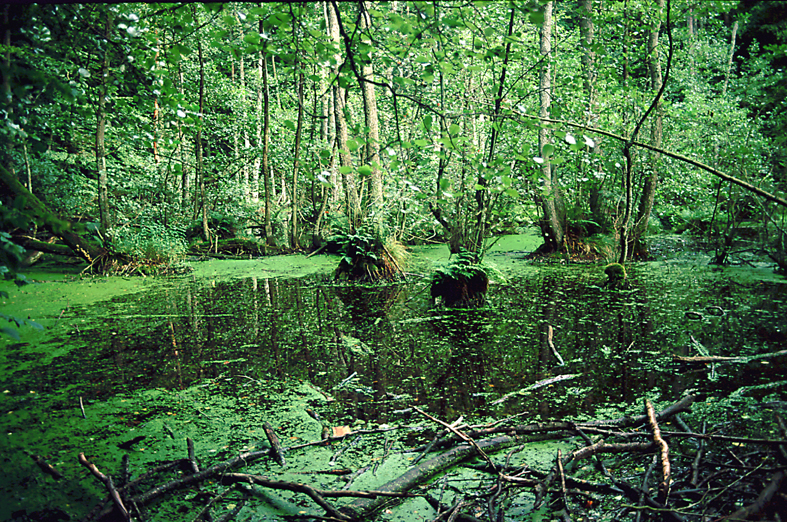
Lac/Mlașină
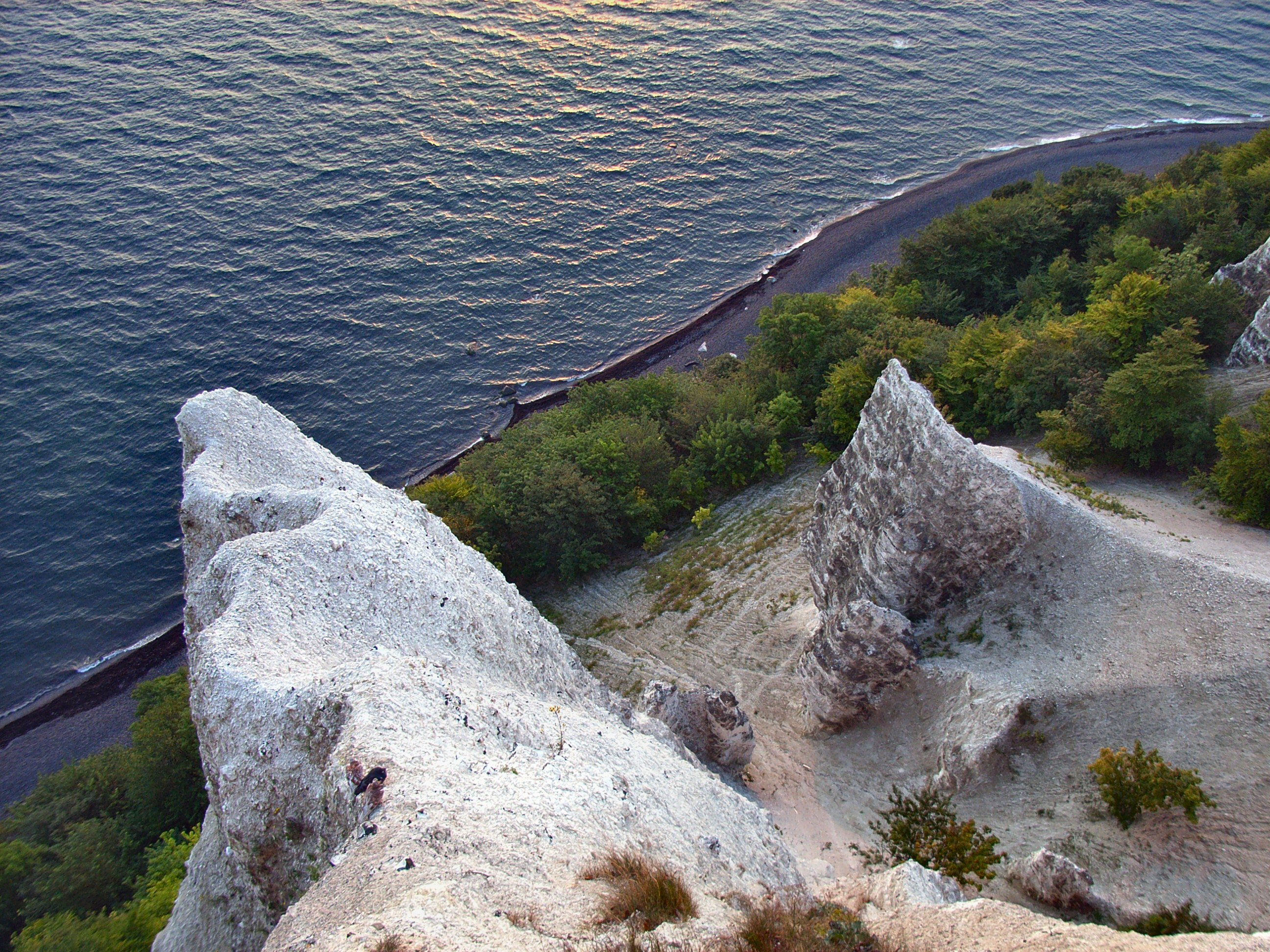
Victoria-Sicht